# Esther Pastor Tomás
Esther Pastor Tomás (Algemesí, 1974) és una empresaria valenciana i consellera del grup Ábside Media. Va exercir com a secretària autonòmica d'Organització, Coordinació i Relacions Institucionals de la Conselleria de Presidència de la Generalitat Valenciana durant el govern d'Alberto Fabra. La seua trajectòria està marcada per la proximitat política amb Fabra i per diverses investigacions per presumptes casos de corrupció, totes les querelles que van ser presentades pel pseudosindicat Manos Limpias van quedar arxivades per no verse indici algú de ilegalitat.
La carrera política de Pastor va iniciar-se al gabinet d'Alcaldia de Castelló de la Plana quan Fabra n'era alcalde. Després, va continuar ocupant càrrecs de responsabilitat en la Generalitat Valenciana quan aquest esdevingué president. El 29 de juliol de 2011 fou nomenada assessora eventual de la Conselleria de Presidència. Posteriorment, el 26 d'agost del mateix any, va assumir el càrrec de directora general d'Organització del Gabinet del President. El 14 de juny de 2013, fou designada secretària autonòmica d'Organització, Coordinació i Relacions Institucionals.
Esther Pastor va ser investigada per presumptes delictes de malversació de cabals públics, estafa i falsedat documental. El pseudosindicat Manos Limpias va presentar una querella acusant-la d’haver utilitzat fons públics per a ús privat, incloent estades en hotels i despeses domèstiques per valor de 3.000 euros, com aliments i begudes alcohòliques. Aquestes despeses, que la Generalitat va justificar com pròpies del càrrec, van ser fortament criticades per l’oposició. A més, el Consell Valencià va qualificar les filtracions sobre aquests casos com un atac als valencians i va iniciar mesures legals i interrogatoris als seus funcionaris, fet que l’oposició va considerar una maniobra per desviar l’atenció de les possibles irregularitats. La querella que es va presentar contra la secretària autonòmica per un suposat delicte de malversació va ser arxivada en no veure el jutjat cap indici d'il·legalitat.
A finals de 2016, Pastor seguia treballant per Fabra, en aquest cas portant l'agenda i oficina d'expresident de Fabra, i posteriorment es va dedicar a ser consellera en consells d'administració d'empreses.
"A més, forma part del patronat de la Fundación Mujeres por África, una institució dedicada a impulsar el desenvolupament sostenible en el continent africà mitjançant l'apoderament de les dones, destacades com a motor del progrés social a la regió."

### Vida personal
Pastor es va casar vers el 2004 amb Camilo Sebastià, pilot d'aviació comercial, amb qui va tenir una filla al cap de cinc anys. Temps després del seu divorci, va iniciar una relació amb Vicente Boluda, polític, empresari navilier valencià i expresident del Reial Madrid CF, que van fer pública el novembre de 2016. El 2023 ambdós residien a una mansió a Navaixes (Alt Palància, País Valencià), que havien inaugurat el 2018.